# DF-4
DF-4는 중국의 1세대 2단 액체연료 ICBM이다. 1975년 실전배치되었다.

## 역사
1964년 10월 16일, 중국이 최초 핵실험을 단행했다.
1965년 둥펑 4호 개발을 결정했다. 미국이 괌에 전략원잠을 배치한 데 대한 대응조치였다.
1974년 최초 시험발사를 한 것 같으며, 1975년에 실전배치를 시작했다고 미국은 추정한다. 그러나 1984년까지 둥펑 4호는 오직 4발만 관측되었다. 2017년 15발로 추정된다.
둥펑 4호는 1단 추력 120톤이다. 4개의 노즐이므로 1개의 노즐 추력은 30톤이다. 추력 30톤은 북한 노동 1호 추력으로 알려져 있다. 중국에도 노동 1호와 같은 DF-21이 있다. 이 엔진을 4개 묶은 것이다. 북한의 대포동 2호가 노동 1호 엔진 4개를 묶은 것으로 알려져 있다. 즉, 북한의 대포동 2호가 중국의 둥펑 4호라고 보면 이해가 쉽다.
사거리 5,500 km, 3.3 Mt 수소폭탄 1개와 대기권재돌입체의 무게를 합한 탄두중량은 2,190 kg이다.
동굴에서 수평으로 꺼내어 수직으로 세운 다음 발사하는 버전과, 지하 사일로 버전의 두가지 버전이 있다. 발사준비시간은 1-2시간이다.

## 비교
- R-14,  소련, 무게 86.3톤, 2단 액체연료, 1단 추력 150-170톤(노즐 4개)
- 둥펑 4호,  중국, 무게 82톤, 2단 액체연료, 1단 추력 120톤(노즐 4개)
- 대포동 2호,  조선민주주의인민공화국, 무게 92톤, 3단 액체연료, 1단 추력 150톤(노즐 4개)
- 시모르그 로켓,  이란, 무게 87톤, 3단 액체연료, 1단 추력 150톤(노즐 4개)

북한 대포동 2호를 수입한 게 이란 시모르그 로켓인데, 700 kg 인공위성 발사가 가능하다고 한다. ICBM으로 따지면 대략 탄두중량 1.4톤을 사거리 13,000 km까지 보낼 수 있다는 의미이다.
중국이 둥펑 4호를 최초 발사한 지 10년이나 지난 시점에 겨우 4발만 있었다는 점은, 다른 변수가 많겠지만, 대략 계산한다면, 북한이 2006년 대포동 2호를 최초 발사했으니, 2016년에는 4발이 존재할 수 있다는 추정을 할 수 있다.
소련의 R-14는 ICBM이 아니라 사거리 3,600 km의 IRBM이다.